# Josephine Brawley Hughes
Elizabeth Josephine Brawley Hughes, née le 22 décembre 1839 et décédée en mars 1926 est une défenseuse des droits des femmes de l'ouest des États-Unis.

## Biographie

### Enfance
Josephine Brawley Hughes est née le 22 décembre 1839 à Meadville en Pennsylvanie. Elle est la fille de John R. Brawley, un fermier et avocat, et Sarah Haskins. Elle fréquente une école rurale située à plusieurs kilomètres de son domicile, puis étudie à l'École normale de l'État d'Edinboro,. 

### Carrière
Après avoir obtenu son diplôme, Joséphine enseigne pendant deux ans dans les écoles publiques de Pennsylvanie. Après avoir déménagé à Tuscon, elle enseigne dans la première école pour filles de la ville. Elle écrit également dans le journal l'Arizona Star détenu par son mari.

### Vie privée
Elle se marie en 1869 avec Louis C. Hughes, un avocat et homme politique,.

## Militantisme

### Combat pour les droits des femmes
En 1891, Josephine Brawley Hughes joue un rôle important dans la création de l'Arizona Suffrage Association, dont elle en devient la présidente,,. De 1891 à 1900, elle est l'une des principales militantes d'un projet de loi sur le suffrage des femmes au sein de la législature territoriale. Au début des années 1900, un projet de loi sur le suffrage est parvenu jusqu'au bureau du gouverneur Alexander Brodie, mais est rejeté. Cette décision est souvent considérée comme une trahison de Brodie, qui était à l'origine un partisan du droit de vote des femmes. Mais en 1912, avec l'aide de son fils, qui est membre du premier Sénat de l'État, l'Arizona modifie la constitution de l'État pour autoriser le vote des femmes, des années avant que cette mesure ne soit adoptée au niveau national,. 